# 澳門巴士26A路線
澳門巴士26A路線是由新福利經營，往返筷子基北灣和黑沙海灘的巴士路線。

## 簡介及歷史
- 本線前身是21A路線，早於1974年嘉樂庇總督大橋通車和新福利未成立前，由福利公司及海島市小輪公司聯合營運。

- 曾開設26AX路線往返亞馬喇前地至考車場。

- 1995年起，因澳門北區發展迅速，新福利決定將本線延長至筷子基總站，而為避免混淆，故將編號更改為26A。

- 2002年1月1日起，配合路氹邊檢大樓延長通關時間，本線進入路氹邊檢大樓站的時間改為09:00-20:00。 [1]

- 2005年4月8日，為配合嘉樂庇總督大橋進行維修和亞馬喇前地改造工程，本線改道行駛，取消停靠亞馬喇前地的中國銀行大廈旁的巴士站及“中區／殷皇子馬路”站。[2]
  - 澳門→氹仔：原線 → 殷皇子大馬路 → 亞馬喇前地 → 蘇亞利斯博士大馬路 → 何鴻燊博士大馬路 → 西灣湖景大馬路 → 西灣大橋 → 海洋花園大馬路 → 史伯泰海軍將軍馬路 → 原線
  - 氹仔→澳門：原線 → 史伯泰海軍將軍馬路 → 海洋花園大馬路 → 西灣大橋 → 西灣湖景大馬路 → 何鴻燊博士大馬路 → 西灣街 → 南灣大馬路 → 新馬路 → 原線

- 2005年10月5日，嘉樂庇總督大橋恢復有限度通車，本線恢復原線行駛。[3]

- 2006年2月1日起，延長走線，往返程取消途經嘉樂庇總督馬路，改經澳門運動場及望德聖母灣大馬路。

- 2008年12月7日起，交通事務局實施第一階段巴士路線調整，澳門半島區總站由「筷子基總站」改為「沙梨頭北街／筷子基北灣」站。[4]

- 2009年10月18日起，交通事務局實施第三階段巴士路線調整，往筷子基方向新增停靠「亞馬喇前地」站。[5]

- 2011年前，本線晚間使用Rosa小巴行駛，班次為45分鐘一班。

- 2012年6月1日，新增停靠「連貫公路／金沙城中心」站。[6]

- 2013年3月26日，調整進入石排灣公屋社區。取消停靠「石排灣馬路」、「和諧圓形地」、「重型車輛駕考中心」、「路環小型賽車場」站，新增停靠「石排灣總站」及「石排灣／居雅大廈」、「石排灣／樂群樓」站。[7]

- 2014年3月15日，配合巴士站分流，取消停靠「氹仔花城」站。[8]

- 2016年1月16日，調整本線服務時間及班距：
  - 往黑沙海灘：服務時間為06:00-00:30，班距為8-15分鐘
  - 往筷子基北灣：服務時間為06:30-01:00，班距同上
- 2016年7月2日，取消停靠「青洲／美居廣場」站。[9]

- 2016年8月20日，去程「石排灣總站」站改名為「和諧廣場／業興大廈」，「石排灣／居雅大廈」站改名為「樂居大馬路／居雅大廈」。回程「石排灣／樂群樓」站改名為「樂居大馬路／樂群樓」，「石排灣總站」站改名為「和諧廣場／樂群樓」。[10]

- 2016年9月24日：[11]
  - 「孫逸仙馬路／三家村」、「泉亮花園」站合併，分別命名為「泉亮花園」、「泉裕豪庭」，改停靠「泉亮花園」站。
  - 「亞利雅架前地」、「寶龍花園」站合併，命名為「百利寶花園」。
- 2016年10月9日，配合氹仔運動場圓形地及周邊道路恢復，恢復停靠「澳門運動場」站、「運動場圓形地」臨時站。[12]

- 2017年2月20日起，於平日的07:30、08:30、16:30、17:30四個班次，26路線由筷子基北灣開出的班次將使用大巴，單向前往路環市區後會以中途插入之形式行駛本線返回筷子基北灣。[13]

- 2017年8月19日，新增停靠“海蘭花園／黑沙”站，取消停靠“黑沙青年旅舍”站。[14]

- 2017年12月20日，往黑沙方向取消停靠「路氹邊檢大樓」站，改停靠「路氹邊檢大樓-1」站；往筷子基北灣方向維持停靠「路氹邊檢大樓-2」站。

- 2018年6月30日，因新馬路排水系統工程影響，本線暫不停靠「新馬路／爐石塘」、「殷皇子馬路」、「亞馬喇前地」站，臨時停靠「粵通碼頭」、「河邊新街／下環」站。

- 2018年7月15日，取消停靠「奧林匹克游泳館圓形地」站

- 2018年7月21日，新增停靠「運動場／賽馬會」站。

- 2018年8月17日起，新馬路恢復雙向行車，本線恢復原線行駛。

- 2018年10月27日，為明確巴士站位置及讓巴士服務更符合市民出行需要，「蓮花圓形地-1」站更名為「蓮花圓形地」

- 2019年4月6日，為配合“內港北雨水泵站箱涵渠建造工程”，暫不停靠“十六浦”站。

- 2019年5月18日，配合建設發展辦公室重整道路，取消停靠「奧林匹克游泳館」站。

- 2019年7月27日起，多個巴士站取消／改名：
  - “水上街市”站改名為“沙梨頭街市”
  - “第二警司處”站改名為“北區警司處”
  - “運動場圓形地”站改名為“運動場／體育中心”
  - 取消停靠“土地廟前地”站，改停靠“沙梨頭／華寶工業大廈”站

- 2019年8月31日起，因“內港北雨水泵站箱涵渠建造工程”已完工，恢復原線停靠。

- 2020年7月26日起，因“罅些喇提督大馬路加建排洪雨水管道工程”影響，暫不停靠“沙梨頭海邊街”、“提督／紅街市”站，臨時停靠“林茂／澳門遊艇會”、“林茂／運順新邨”站[15]

- 2020年8月18日14:30起，因路氹邊檢大樓停用，取消“路氹邊檢大樓-1”、“路氹邊檢大樓-2”站，往返程新增停靠“蓮花大橋”站。

- 2021年1月9日起，往返程取消停靠「蓮花大橋」站，往黑沙海灘方向新增停靠「蓮花路停車場」站。[16]

- 2022年3月26日起，新增停靠位於路氹連貫公路行人天橋近澳門倫敦人酒店一側的「連貫公路／倫敦人」站，原「連貫公路／倫敦人」站更名為「連貫公路／巴黎人花園」。[17]

- 2022年6月25日至8月30日，因應市政署開展“雅廉訪大馬路排洪雨水管道下游管段擴容工程”，暫不停靠“蓮峰游泳池”、“北區警司處”，改停靠“白朗古將軍馬路”。[18][19]

- 2022年7月11日至17日，因實施「全澳相對靜止管理」措施，本線暫停營運。[20]

- 2022年7月18日至22日，因宣佈延長“相對靜止管理”措施，本線維持上述措施。[21]
- 2022年7月23日起，因“相對靜止管理”結束，本線恢復營運。[22]

- 2022年7月26日至8月15日，因提督馬路進行管道鋪設工程臨時巴士措施，「提督／高士德」站暫停使用，臨時停靠「昌明花園」站。[23]

- 2022年12月3日起，新增停靠“連貫公路／威尼斯人”站。[24][25][26]

- 2023年1月18日，新增停靠“聯生圓形地總站”，取消停靠“聯生圓形地”站。[27][28]

- 2023年7月3日起，為理順和明確巴士站名稱，“新馬路／永亨”站改名為“新馬路／華僑”。[29]

## 使用車輛
- Dennis Dart
- 三菱Rosa
- 蘇州金龍KLQ6101G
- 蘇州金龍KLQ6930G
- 蘇州金龍KLQ6108GQE5
- 宇通ZK6116HG
- 蘇州金龍KLQ6106GHEV1
- 蘇州金龍KLQ6106GHEV2

## 電牌
| 往澳門方向     | 往澳門方向 | 往澳門方向 |
| 日期           | 頭牌       | 圖例       |
| -------------- | ---------- | ---------- |
| 2011年8月1日前 | 筷子基     |            |
| 2011年8月1日起 | 筷子基北灣 |            |
| 往澳門方向     |            |            |
| 日期           | 頭牌       | 圖例       |
| 開線至今       | 黑沙海灘   |            |

## 路線資料

### 收費
| 收費類別     | 收費類別                      | 收費類別             | 費用 |
| ------------ | ----------------------------- | -------------------- | ---- |
| 現金         | 現金                          | 現金                 | $6.0 |
| 境外支付工具 | 支付寶（內地及香港）          | 支付寶（內地及香港） | $6.0 |
| 境外支付工具 | 雲閃付 非綁定澳門銀聯卡       |                      | $6.0 |
| 境外支付工具 | 微信支付（內地及香港）        |                      | $6.0 |
| 境外支付工具 | 交通聯合 非澳門發行的全國通卡 |                      | $6.0 |
| 境內支付工具 | 澳門通                        | 全民卡               | $3.0 |
| 境內支付工具 | 澳門通                        | 學生卡               | $1.5 |
| 境內支付工具 | 澳門通                        | 長者卡               | 免費 |
| 境內支付工具 | 澳門通                        | 殘疾卡               | 免費 |
| 境內支付工具 | 聚易用＋                      | 聚易用＋             | $3.0 |

### 服務時間及班距
| 服務時間                      | 服務時間               | 星期一至六  | 星期日 （含公眾假期） |
| ----------------------------- | ---------------------- | ----------- | --------------------- |
| 沙梨頭北街／筷子基北灣        | 沙梨頭北街／筷子基北灣 | 06:00-00:30 | 06:00-00:30           |
| 黑沙海灘                      | 黑沙海灘               | 06:00-01:00 | 06:00-01:00           |
| 班距                          | 尖峰                   | 8-10分鐘    | 10-16分鐘             |
| 班距                          | 離峰                   | 10-15分鐘   | 10-16分鐘             |
| 懸掛8號風球前20分鐘開出尾班車 |                        |             |                       |

### 路線停站
| 26A  | 筷子基北灣 ↔ 黑沙海灘 | 筷子基北灣 ↔ 黑沙海灘  | 筷子基北灣 ↔ 黑沙海灘 | 筷子基北灣 ↔ 黑沙海灘 | 筷子基北灣 ↔ 黑沙海灘    | 筷子基北灣 ↔ 黑沙海灘 |
| 序號 | 往程                  | 往程                   | 往程                  | 返程                  | 返程                     | 返程                  |
| 序號 | 站號                  | 站名                   | 輕軌站                | 站號                  | 站名                     | 輕軌站                |
| 1    | M95/3                 | 沙梨頭北街／筷子基北灣 |                       | C669                  | 黑沙海灘                 |                       |
| 2    | M22                   | 青洲／聖德蘭學校       |                       | C687                  | 海蘭花園／黑沙           |                       |
| 3    | M10/2                 | 台山街市               |                       | C675                  | 竹灣豪園-2               |                       |
| 4    | M16/1                 | 提督馬路／雅廉訪       |                       | C668                  | 竹灣海灘-2               |                       |
| 5    | M109                  | 提督／高士德           |                       | C678                  | 竹灣燒烤公園-2           |                       |
| 6    | M112                  | 沙梨頭／華寶工業大廈   |                       | C665                  | 竹灣馬路-2               |                       |
| 7    | M127                  | 海邊新街               |                       | C663                  | 竹灣泳池-2               |                       |
| 8    | M125                  | 栢港停車場             |                       | C661                  | 少年感化院-2             |                       |
| 9    | M143                  | 新馬路／爐石塘         |                       | C659                  | 路環街市                 |                       |
| 10   | M170/1                | 殷皇子馬路             |                       | C656                  | 路環警察訓練營-2         |                       |
| 11   | M172/15               | 亞馬喇前地             |                       | C654/2                | 聯生圓形地總站           |                       |
| 12   | T403                  | 史伯泰／麗景灣         |                       | C653/2                | 金峰南岸／金譽峰         |                       |
| 13   | T402                  | 泉澧花園               |                       | C692                  | 樂居大馬路／樂群樓       |                       |
| 14   | T309                  | 泉亮花園               |                       | C689/1                | 和諧廣場／樂群樓         |                       |
| 15   | T368                  | 奧林匹克大馬路         |                       | T360                  | 連貫公路／新濠影匯       |                       |
| 16   | T324/2                | 澳門運動場             |                       | T367/1                | 連貫公路／巴黎人         |                       |
| 17   | T347                  | 運動場／體育中心       | 運動場站              | T363/1                | 連貫公路／威尼斯人       |                       |
| 18   | T364/2                | 望德聖母灣馬路／軍營   | 排角站                | T367                  | 望德聖母灣馬路／連貫公路 |                       |
| 19   | T366                  | 望德聖母灣馬路／紅樹林 |                       | T365/2                | 排角／銀河               | 排角站                |
| 20   | T375                  | 連貫公路／新濠天地     |                       | T361                  | 運動場／賽馬會           | 運動場站              |
| 21   | T380                  | 連貫公路／倫敦人       |                       | T325/2                | 華寶花園                 |                       |
| 22   | T379                  | 連貫公路／巴黎人花園   |                       | T339/2                | 花城公園                 |                       |
| 23   | T359                  | 蓮花圓形地             |                       | T311/2                | 百利寶花園               |                       |
| 24   | T355/1                | 蓮花路停車場           | 蓮花站                | T308/3                | 氹仔電訊                 |                       |
| 25   | C688/1                | 和諧廣場／業興大廈     |                       | T300                  | 史伯泰／盧廉若           |                       |
| 26   | C691                  | 樂居大馬路／居雅大廈   |                       | T330/1                | 蘇利安圓形地             |                       |
| 27   | C652                  | 安順大廈               |                       | M172/3                | 亞馬喇前地               |                       |
| 28   | C655                  | 石排灣郊野公園         |                       | M171/2                | 中區／殷皇子馬路         |                       |
| 29   | C657                  | 路環警察訓練營-1       |                       | M134                  | 新馬路／華僑             |                       |
| 30   | C660                  | 路環居民大會堂         |                       | M132/1                | 十六浦                   |                       |
| 31   | C662                  | 少年感化院-1           |                       | M129                  | 沙梨頭街市               |                       |
| 32   | C664                  | 竹灣泳池-1             |                       | M114                  | 沙梨頭海邊街             |                       |
| 33   | C666                  | 竹灣馬路-1             |                       | M113                  | 提督／紅街市             |                       |
| 34   | C677                  | 竹灣燒烤公園-1         |                       | M14                   | 蓮峰游泳池               |                       |
| 35   | C667                  | 竹灣海灘-1             |                       | M12                   | 北區警司處               |                       |
| 36   | C676                  | 竹灣豪園-1             |                       | M21/1                 | 青洲／嘉應花園           |                       |
| 37   | C680                  | 海蘭花園／蘭苑         |                       | M95/3                 | 沙梨頭北街／筷子基北灣   |                       |
| 38   | C669                  | 黑沙海灘               |                       |                       |                          |                       |

## 本線臨時路線
- 澳門巴士26AT路線 (第一代)（已取消）
- 澳門巴士26AT路線
- 澳門巴士26AX路線（已取消）

## 重大意外
2017年3月22日晚上11時，兩輛新福利巴士（車隊編號：K173、K182），分別是往氹仔及往澳門行駛的26A及33路線，於大橋上迎面相撞，造成達32人受傷，事故更令大橋封閉至清晨，而該意外更成為本澳至今傷者人數最多的單一交通事故。

## 客量
- 自25路線縮短至路環市區後，本線成為黑沙海灘和竹灣一帶唯一前往澳門北部的路線，因此客量長期甚高。不論尖峰時段還是離峰時段都經常客滿，亦是路氹的線王。沿線的人流相當高，兩至三部車滿載到站上落客的情況，屢見不鮮。由於尖峰時段的交通流量大，無法開設短途班次，巴士公司開始加強班距。

- 在2020年，受COVID-19疫情影響，澳門自三月起被封城。在無法外遊的情況下，在例假日或公眾假期期間大批澳門居民乘坐本線前往路環郊遊。

- 在2020年5月1日，新福利在16:00-19:00期間共派出46部巴士行駛本線，班距約3分鐘。打破澳門巴士路線中單一日用車數量最多的紀錄。
- 根據2020年公報，本線在2019年度尖峰時段共開出90,008班次，乘車人次為7,970,918人次，平均每班接載88.6人次。

- 2023年起，澳門放寬COVID-19疫情防疫及出入境措施後，特別是暑假期間訪澳遊客數量不斷創新高，導致新馬路、殷皇子馬路及亞馬喇前地往氹仔方向的巴士站，出現大批旅客輪候本線和21A路線，前往路氹城遊覽。新馬路坊眾互助會更特別指出，新馬路往氹仔方向的巴士站輪候區空間所限，當巴士乘客太多時，對往來的居民造成影響，希望有關部門作出優化。[31]

## 外部連結
- 澳門新福利公共汽車有限公司（官方網站） （页面存档备份，存于）